# Каролина Техера
Каролина Техра (шп. Carolina Tejera) венецуеланска је глумица и манекенка.

## Биографија
Године 1993. почиње своју каријеру у теленовели Sirena. Затим услеђују улоге у венецуеланским теленовелама Rosangélica, La hija del presidente, Cruz de nadie, Volver a vivir, Reina de corazones, Mujer secreta, Hay amores que matan, Carissima.
Након тих теленовела бива ангажована од стране венецуеланске телевизије Веневисион за улогу у теленовели Gata salvaje, причи која је оставила важан траг на телевизији њене родне Венецуеле.
2003. одлази у Мајами где тумачи главни лик у теленовели La mujer de Lorenzo. Њен таленат и лепота привукли су пажњу и мексичке Телевисе, која је 2004. и 2005. ангажује као Нурији у серији .
Године 2007. долази у Мексико где ради на теленовели .
Каролина учествује у хуманитарној емисији Bailando por un sueño (срп. Плесом до снова), међутим, претрпела је блажи прелом врата и била је неколико месеци одсутна. После опоравка, глумица се враћа у САД. Где добија улогу у теленовели .
Америчка телевизијска мрежа Телемундо. јој током 2010. и 2011. даје улоге у теленовелама Aurora (Аурора) и . Затим од исте телевизије добија улогу у .
Године 2012. добија улогу Лорене у сапуници Corazón valiente.

## Филмографија
| Година:       | Српски назив:          | Оригинални назив: | Улога:                         |
| ------------- | ---------------------- | ----------------- | ------------------------------ |
| 2012.         | /                      |                   | Лоpена Бариос                  |
| 2011.         | Моје срце куца за Лолу |                   | Дијана Мирабал                 |
| 2010.         | Неко те посматра       |                   | Валерија Стјуарт               |
| 2010. - 2011. | Аурора                 |                   | Клара Аменабар                 |
| 2008.         | /                      |                   | Мирослава Монтемар де Рикуелме |
| 2007.         | /                      |                   | Самара Ромеро                  |
| 2004. - 2005. | Невина                 |                   | Нурија Салас                   |
| 2003.         | /                      |                   | Лаура                          |
| 2001.         | /                      |                   | Ева Гранадос                   |
| 2001.         | /                      |                   | Марбеља Ваљерморин             |
| 2000.         | /                      |                   | Аманда Санаткруз               |
| 1999.         | /                      |                   | Еухенија Санчез де Ландета     |
| 1998.         | /                      |                   | Месалина                       |
| 1996.         | /                      |                   | Анхела                         |
| 1994.         | /                      |                   | /                              |
| 1993.         | /                      |                   | /                              |
| 1993.         | /                      |                   | /                              |
| 1993.         | /                      |                   | /                              |